# Midland (Pennsylvania)
Midland  è una borough degli Stati Uniti d'America, nella contea di Beaver nello Stato della Pennsylvania. Secondo il censimento del 2000 la popolazione è di 3.137 abitanti.

## Società

### Evoluzione demografica
La composizione etnica vede una prevalenza della razza bianca (75,71%) seguita da quella afroamericana (20,85%), dati del 2000.
| borough di Midland Popolazione |       |
| 2000                           | 3.137 |
| Stima al 2009                  | 2.824 |